# Ippei Watanabe (football)
Ne doit pas être confondu avec Ippei Watanabe (natation).
Ippei Watanabe (渡辺 一平, Watanabe Ippei) est un footballeur japonais né le 28 septembre 1969 dans la préfecture d'Aichi au Japon.